# Herdmania curvata
Herdmania curvata är en sjöpungsart som beskrevs av Kott 1952. Herdmania curvata ingår i släktet Herdmania och familjen lädermantlade sjöpungar. Inga underarter finns listade i Catalogue of Life.